# My-otome
Autre
My-otome (舞-乙HiME, sous-titré Mai-Otome) est un manga ainsi qu'un dessin anime japonais produit par le studio Sunrise, et un jeu vidéo sur PS2. Il s'agit d'une Spin-off de la saga Mai-HiME dont elle reprend une grande partie des personnages, mais en les plaçant dans un futur assez lointain, et pour la plupart sans lien direct avec leurs premières occurrences, à l'exception de Mai et Mikoto et d'une poignée d'Otome (Natsuki, Shizuru…).

## Au sujet du titre de la série
Comme celui de Mai-HiME, il s'agit une nouvelle fois d'un jeu de mots, dont l'interprétation a évidemment donné lieu à des débats parmi les fans. Le titre original est bien évidemment 舞-乙HiME, la seconde partie du titre devrait donc se lire littéralement 乙姫, Otohime (« une jeune princesse »). Toutefois, le terme HiME est aussi une référence au titre de la série originelle et ne doit pas être forcément prononcé comme tel. En effet, les sites officiels de la série rajoutent マイオトメ sous le titre, qui est l'écriture katakana pour Mai-Otome (Otome (乙女) signifiant « jeune fille »).

## Anime
Arika Yumemiya est une jeune fille de 14 ans. À la recherche de sa mère, une Meister Otome légendaire, de qui elle a été séparée depuis longtemps, elle va au Royaume de Windbloom. Les Otome, gardes du corps de souverains et politiciens, sont des professionnels qui travaillent pour leur pays.
Arrivée tôt, Arika a pu rencontrer la Meister Otome Shizuru. Émerveillée par elle, Arika décida de devenir une Otome. Néanmoins, pour devenir une Otome, il faut faire partie de l'élite (la Top Class) de l'académie pour Otome, Garderobe, où il est très difficile d'y entrer.
Est-ce qu'Arika pourra réaliser son rêve ?
Les rêves de ces jeunes filles se croisent à Garderobe, et maintenant, une nouvelle histoire est sur le point de commencer ! 

### Histoire
L'histoire met en scène des jeunes filles, les Otome (乙女), lit. « jeune fille, vierge »), qui acquièrent des capacités particulières au cours d'un enseignement dans l'académie de Garderobe, dans le but de pouvoir ensuite protéger un pays ou une personne. Le maintien de ces capacités exige une absence de relation charnelle avec les hommes, d'où leur appellation. Une fille peu ordinaire, Arika, va venir troubler la vie de l'école et de Mashiro, princesse, puis reine du royaume de Windbloom.

### Informations
- Nombre d'épisodes : 26
- Date de diffusion : Depuis le 6 octobre 2005, sur TV Tōkyō et deux chaînes plus modestes.
- Réalisateur : Masakazu Obara
- Character designer : Hirokazu Hisayuki
- Auteur : Hajime Yatate
- Studio d'animation : Sunrise
- Production : Sunrise
- Statut : Diffusion terminée au Japon, licencié par Beez en France

### Liste des épisodes

#### Omake
1. Bande-annonce du film Mai-HiME : la grande bataille de Fûka (bonus du volume 1 au Japon)
2. Le week-end Armitage (bonus  du volume 2 au Japon)
3. La conspiration de Juliet (bonus du volume 3 au Japon)
4. Les tourbillons de Shiho (bonus du volume 4 au Japon)
5. Sous le ciel rougeoyant (bonus du volume 5 au Japon)
6. Souvenirs (bonus du volume 6 au Japon)
7. Au village des Aswad (bonus du volume 7 au Japon)
8. La légende du Rubis de la Perle de Feu (bonus du volume 8 au Japon)
9. Mai-Otome VS Mai-HiME (bande annonce de Mai-Otome Zwei, bonus du volume 9 au Japon)

### Musiques
Dream Wing (1er générique d'ouverture)
- Compositeur : Minami Kuribayashi
- Arrangement : Masaaki Iizuka
- Parolière : Minami Kuribayashi
- Chanté par : Minami Kuribayashi

Crystal Energy (2e générique d'ouverture)
- Chanté par : Minami Kuribayashi et d'autres personnes

Otome wa DO MY BEST deshou? (générique de fin)
- Compositeur : Hitoshi Haba
- Arrangement : Kaoru Okubo
- Parolier : Aki Hata
- Chanté par : Mika Kikuchi et Ami Koshimizu

### Seiyû
| - Ai Shimizu : Mikoto et Mimi (épisode 12) - Akiko Kimura : Lilie Adean et Yohko Helene - Akio Suyama : Sakomizu Cardinal - Akira Ishida : Nagi Dài Artai - Ami Koshimizu : Nina Wáng - Anri Katsu : Iori - Eiji Miyashita : Dyne - Junko Iwao : Akane Soir - Katsuyuki Konishi : Sergay Wáng - Kazuma Horie : Kazuya Krau-xeku - Kikuko Inoue : Yukariko Steinberg et Gal - Kimiko Koyama : Yayoi Alter | - Kiyomi Asai : Miyu - Kumiko Higa : Irina Woods - Mai Nakahara :Mai Tokiha - Mamiko Noto : Yukino Chrysant - Mika Kikuchi : Arika Yumemiya - Minami Kuribayashi : Erstin Ho - Mitsuki Saiga : Chie Hallard - Naomi Shindō : Shizuru Viola - Naoya Uchida : John Smith et Lumen - Rie Tanaka : Tomoe Marguerite et Fiar Grosse - Ryōka Yuzuki : Haruka Armitage - Ryoko Shintani : Aoi Senoh | - Saeko Chiba : Natsuki Kruger - Sakura Nogawa : Shiho Huit - Sanae Kobayashi : Akira Okuzaki - Tomo Sakurai : Lena Sayers - Tomoaki Ikeda : Argos XIV - Toshihiko Seki : Rad - Yoko Matsuoka : Maria Graceburt - Yugo Takahashi : Takumi Tokiha - Yui Itsuki : Miya Clochette - Yukana : Mashiro Blan de Windbloom - Yukari Tamura : Midori - Yuuka Nanri : Juliet Nao Zhang |

## OAV: Mai-Otome Zwei
- Titre original : Mai-Otome Zwei (« Zwei » signifiant « deux » en allemand)

Série de quatre OAV sortis à partir du 24 novembre 2006, reprenant l'histoire à la fin de l'anime.

### Histoire
Un an après Mai-Otome : toutes les nations se sont réunies pour tenter de faire face à une menace commune à toutes les patries : une météorite géante s'approche, et si elle venait à s'écraser sur leur planète, tout disparaîtrait.
On retrouve donc Arika dans l'escadron formé pour détruire l'astéroïde. Après une première attaque coordonnée, malheureusement, la comète dévie et n'est pas entièrement détruite. Arika va donc arborer sa réelle tenue de combat et finir la météorite, l'explosant de toutes parts. Sauvés ? En apparence. Parmi les débris écrasés sur Terre, une mystérieuse forme de vie a apparemment atterri...

## OAV: Mai-Otome 0 ~S.ifr~
- Titre original : Mai-Otome 0 ~S.ifr~ (« sifer ou cipher » signifiant zéro en arabe)

Série d'OAV sortie à partir du 22 février 2008, l'histoire se déroule 25 ans avant l'anime.

### Histoire
La jeune Sifr est retenue prisonnière par de mystérieux et dangereux individus, les Schwartz, sous les ordres de John Smith. Alors qu'elle est emmenée en train vers une destination inconnue, un groupe de personnes, composé d'un certain Bruce Wallace, de deux Meister Otome Elliot et Raquel, ainsi que d'une étrange servante Lena, délivrent Sifr de ses ravisseurs.
C'est alors qu'une traque sans fin est menée par les Schwartz pour récupérer Sifr. Lena, la servante, se voit contrainte de dévoiler ses pouvoirs face au danger. Et des zones d'ombre font surface quant à la véritable identité de Sifr.
Qui sont les Schwartz ? Que veulent-ils ? Qui est Sifr ? Et quelle est l'étendue des pouvoirs de Lena ? 

## Manga
L'histoire du manga varie de l'anime sur un certain nombre de points. Les cinq tomes sont sortis au Japon et la licence a été acquise par Asuka en France.

### Histoire
À la suite des mauvais traitements dont il était victime dans son collège, Mashiro, un jeune orphelin timide, est envoyé à Garderobe, l’école de formations des Otome, jeunes filles destinées à seconder dans l’ombre les grandes figures de notre monde, qu’il s’agisse d’hommes politiques ou de nobles.
Suivant les ordres du premier ministre, le sinistre colonel Sergay, notre héros accepte de se faire passer pour la princesse Mashiro, héritière du royaume de Windbloom, dont il serait le sosie, pour être accepté dans cette école exclusivement réservée aux filles.
Sous sa nouvelle identité, Mashiro tente de s’intégrer à la vie de son nouvel établissement mais va provoquer malgré lui quelques troubles…